# Chacras de Dolores
Chacras de Dolores est une ville de l'Uruguay située dans le département de Soriano. Sa population est de 3 251 habitants.

## Population
| Année | Population |
| ----- | ---------- |
| 1963  | -          |
| 1975  | -          |
| 1985  | -          |
| 1996  | 2.337      |
| 2004  | 3.251      |

Référence,: